# Liberty Films
La Liberty Films è stata una società di produzione cinematografica statunitense, fondata nel 1945 dal regista Frank Capra e dal produttore Samuel J. Briskin, che ha prodotto due soli film, La vita è meravigliosa (1946) e Lo stato dell'Unione (1948).
I due fondatori e gli altri due registi affermati, William Wyler e George Stevens, che si associarono presto all'impresa, erano accomunati dall'aver prestato servizio durante la Seconda guerra mondiale negli U.S. Army Signal Corps e dall'essere ritrosi a doversi adattare di nuovo ai limiti ed alle costrizioni dello studio system hollywoodiano.
La Liberty Films strinse un contratto di distribuzione con la RKO Pictures per nove film, tre per ciascun regista-produttore, secondo la previsione che ognuno di loro ne realizzasse uno all'anno.
Ma la prima produzione, La vita è meravigliosa di Frank Capra, si rivelò un insuccesso finanziario tale da costringere i soci a cercare una major a cui vendere la piccola casa di produzione indipendente per evitare il fallimento.
Acquistata nel 1947 dalla Paramount Pictures, che strinse contratti per cinque film con Capra, Wyler e Stevens, la Liberty Films fu infine sciolta nel 1951.